# Eburia
Eburia es un género de coleópteros crisomeloideos de la familia Cerambycidae. Comprende 179 especies.

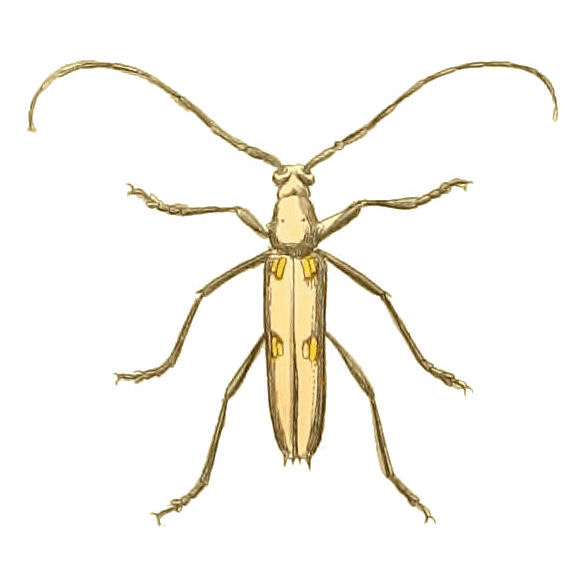
Eburia tetrastalacta
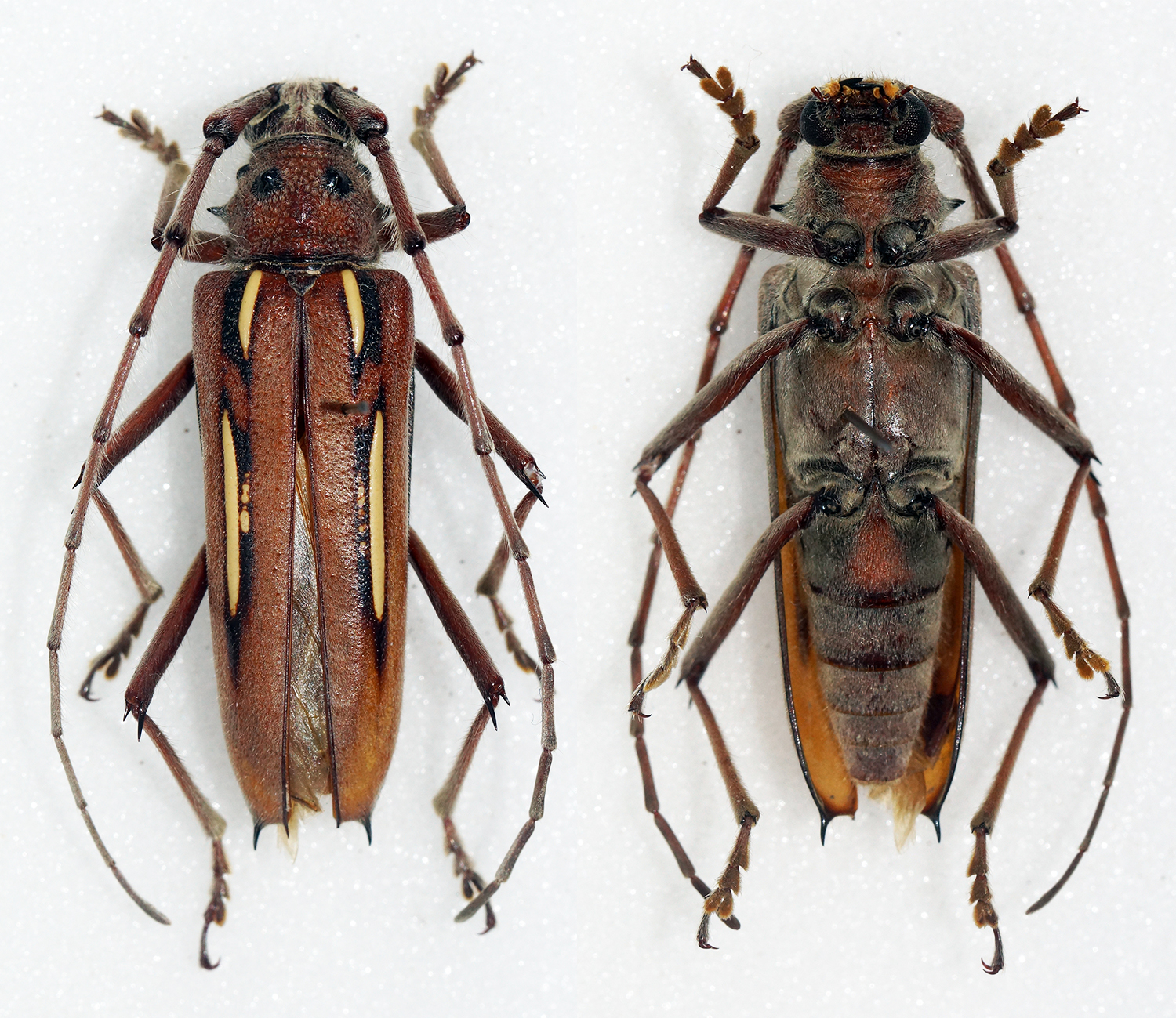
Eburia quadrinotata
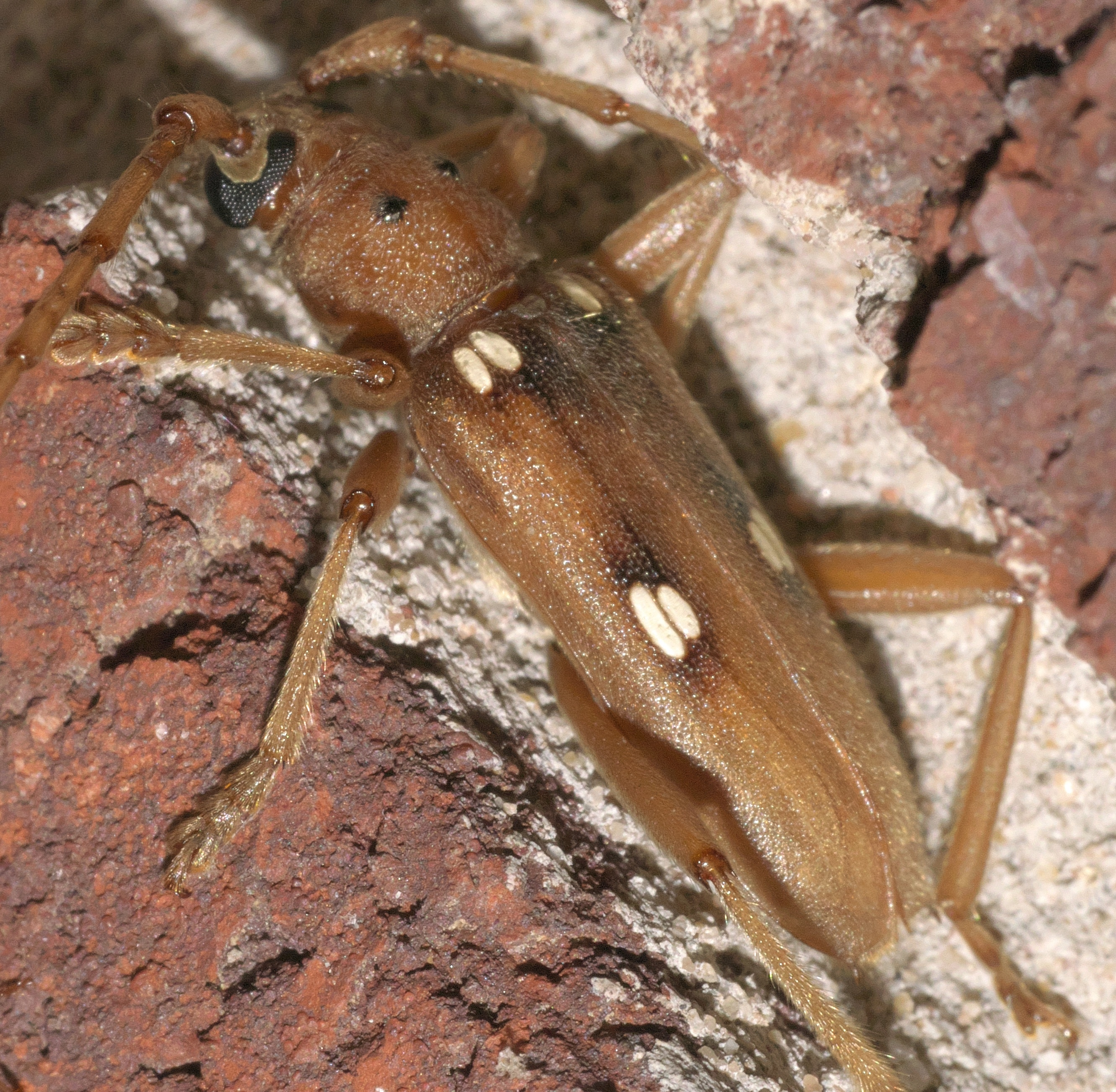
Eburia quadrigeminata
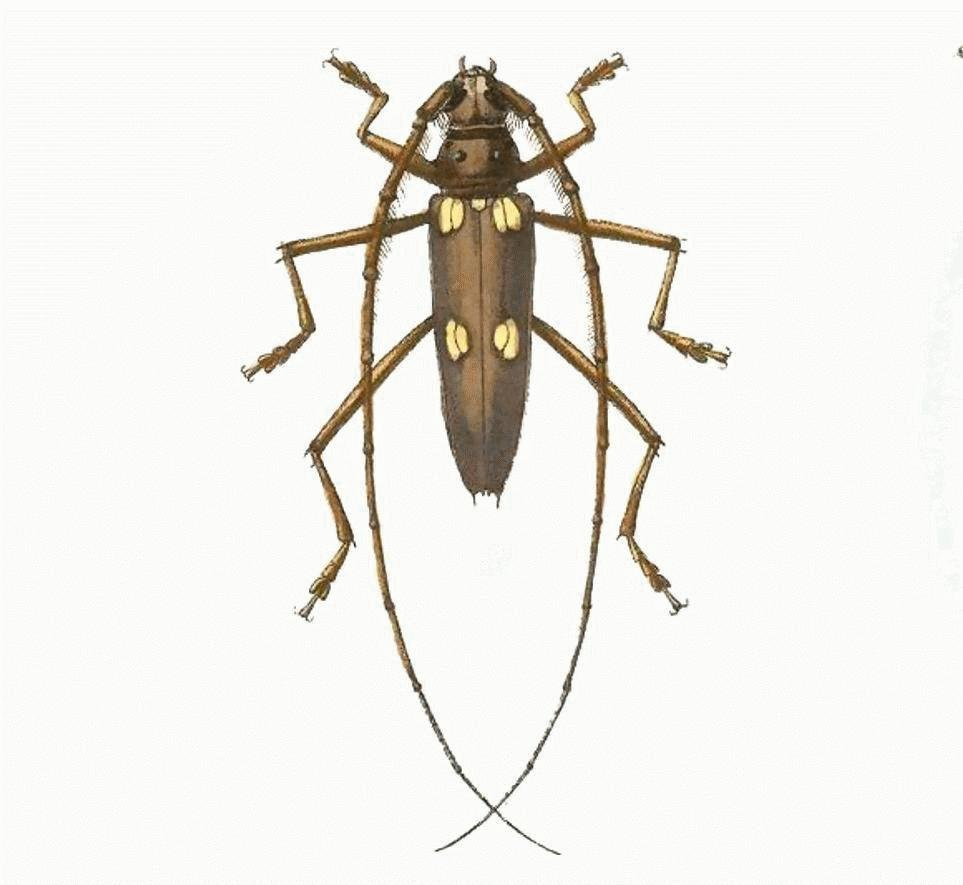
Eburia pedestris
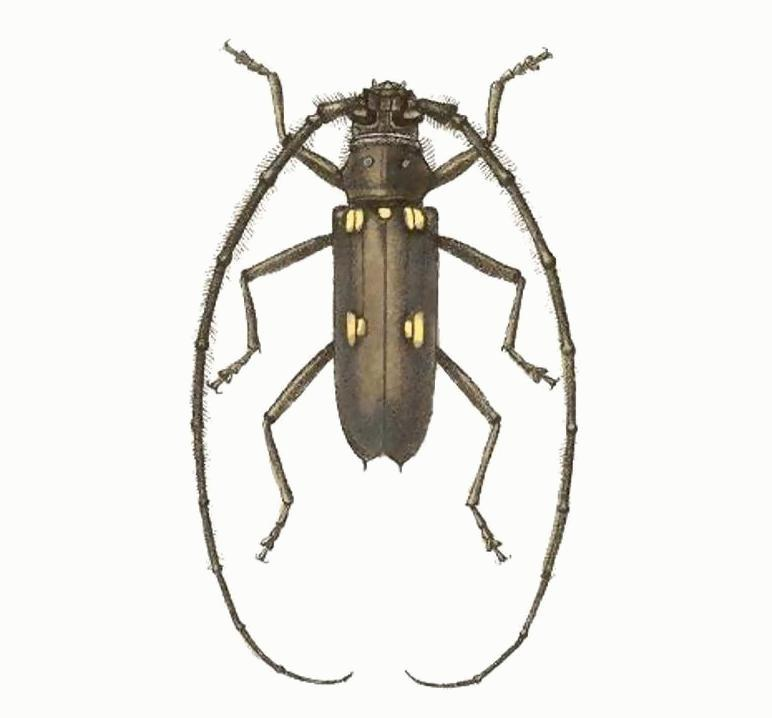
Eburia fuliginea
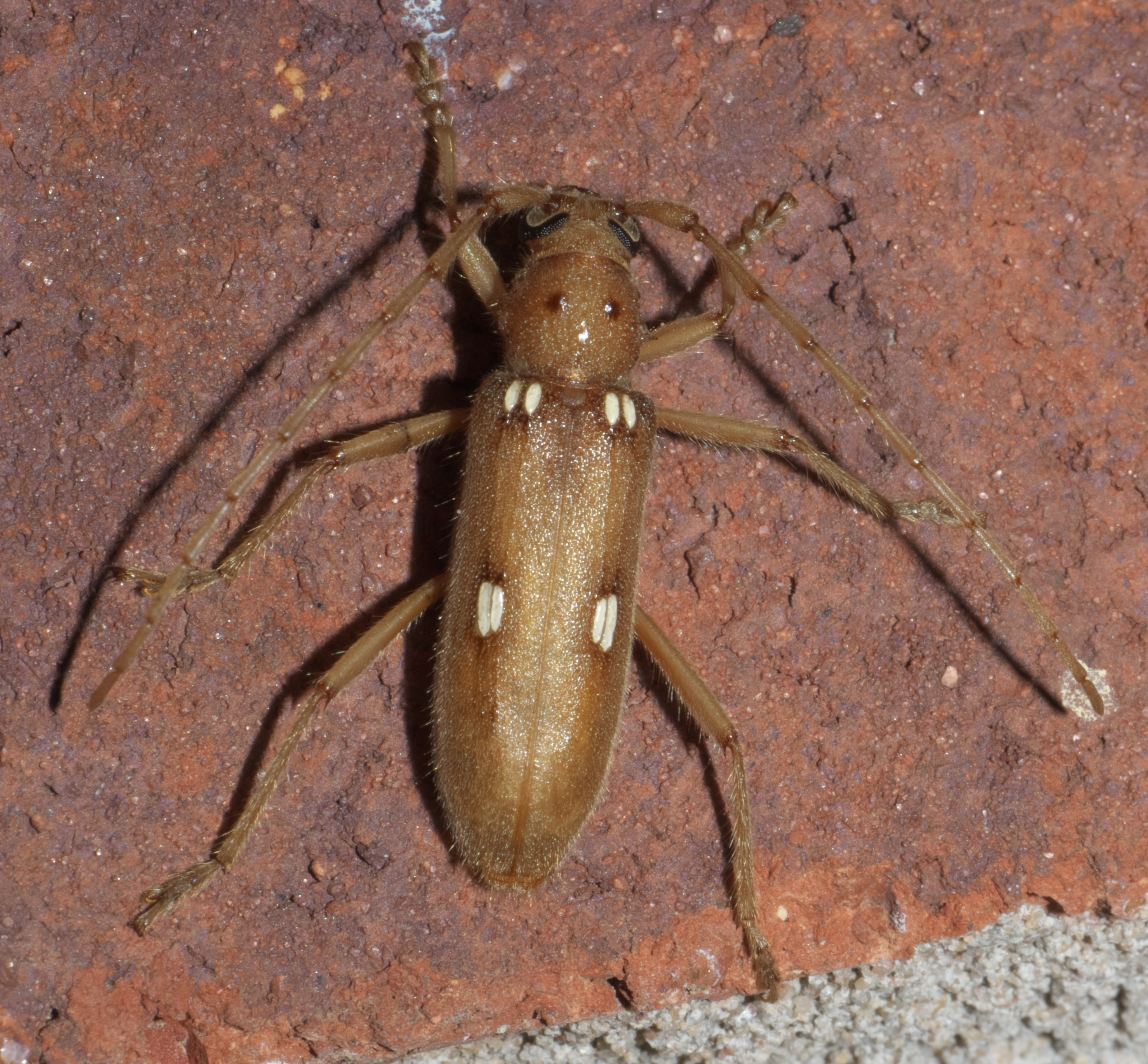
Eburia haldemani
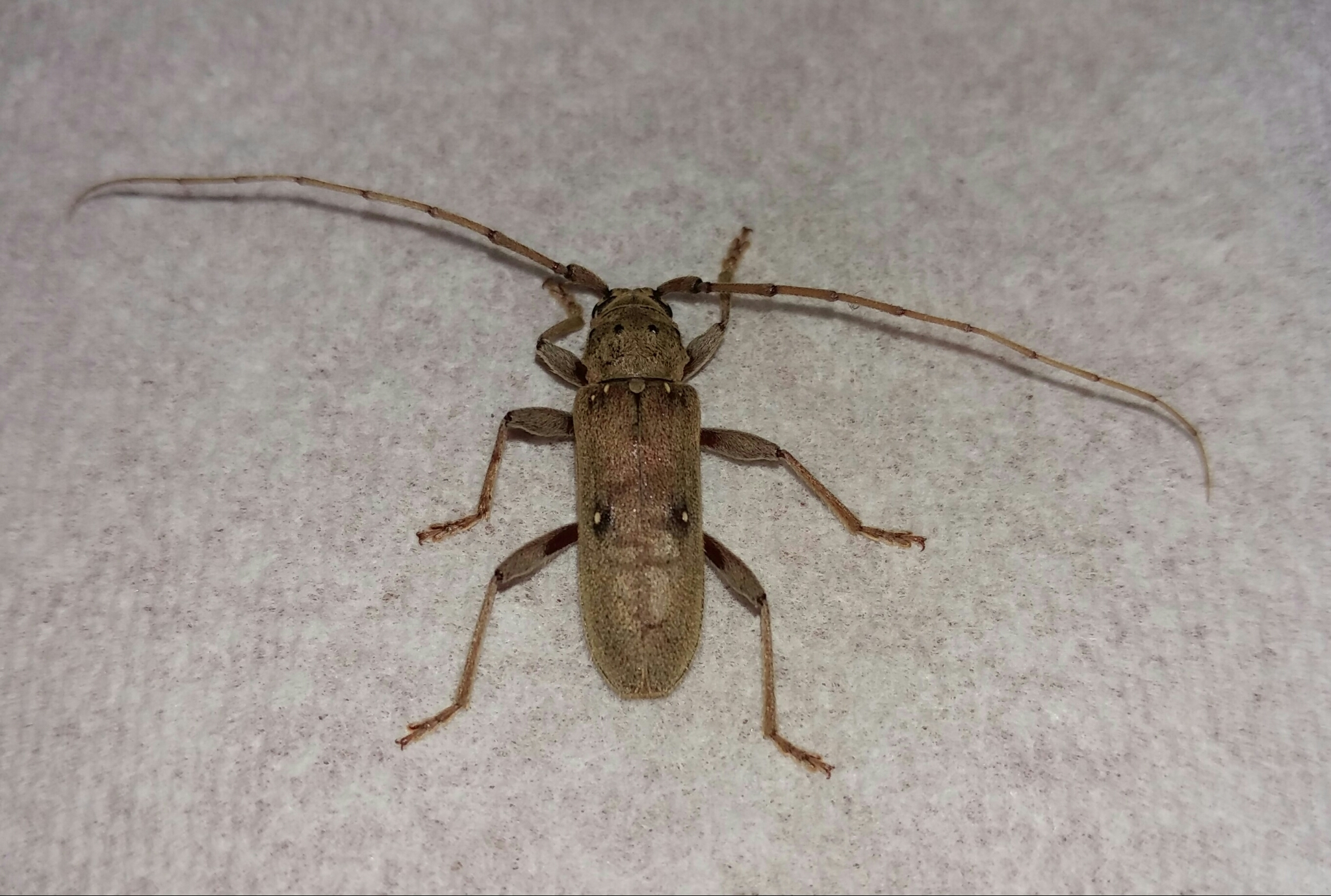
Eburia mutica
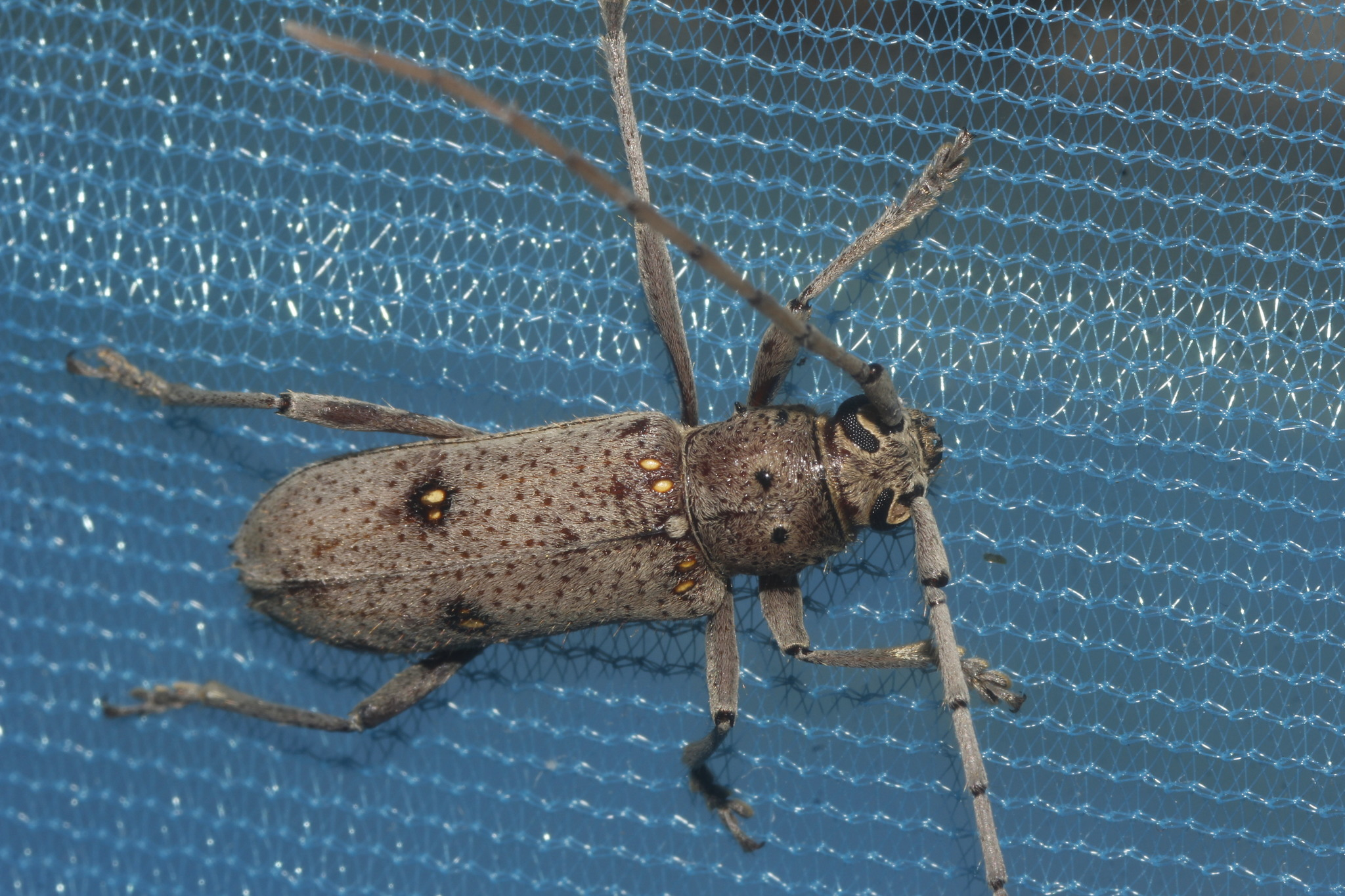
Eburia porulosa
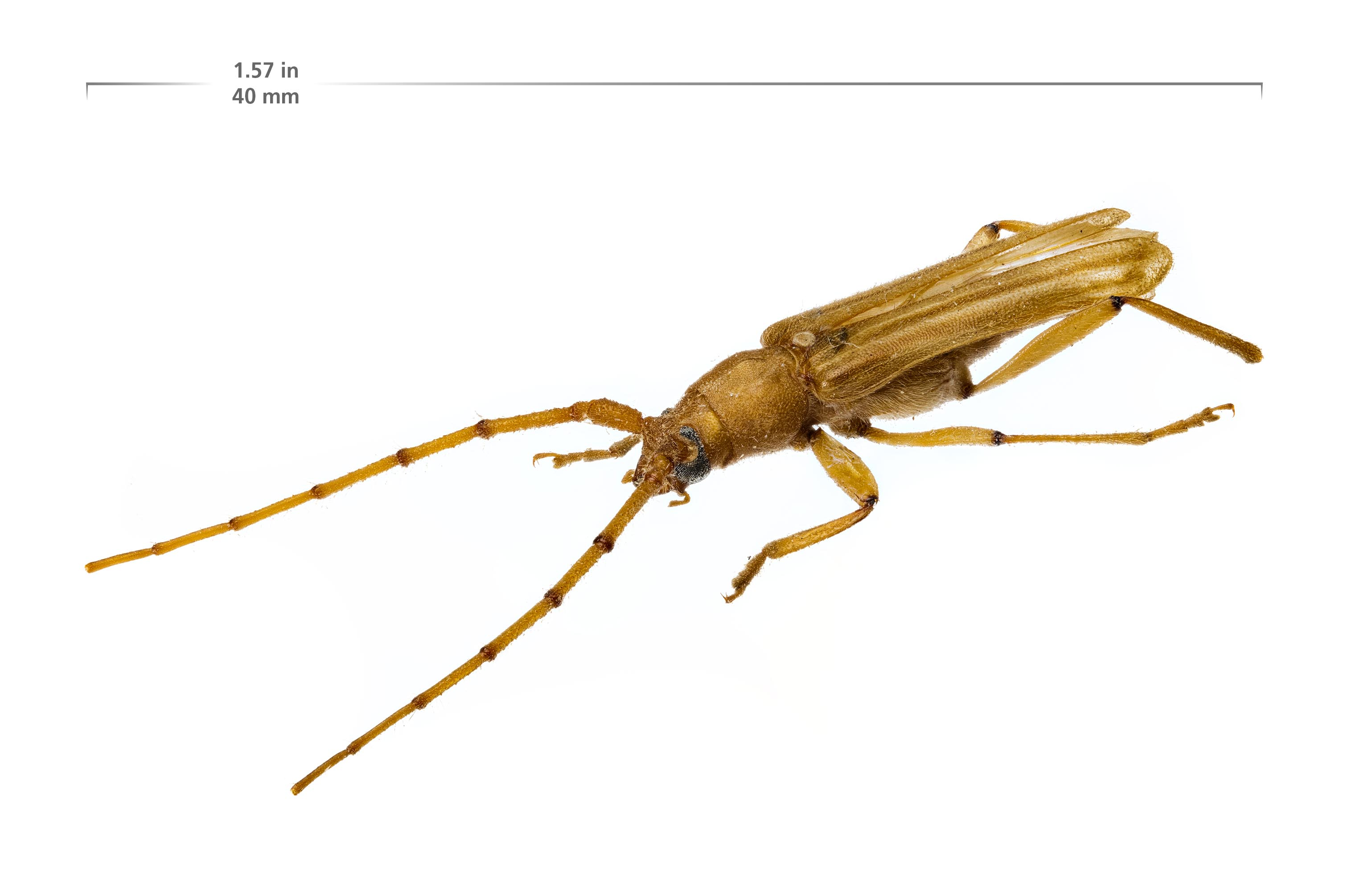
Eburia sp.

## Especies seleccionadas
- Eburia aegrota Batesgal 1880
- Eburia albolineata Fisher, 1944
- Eburia aliciae Noguera, 2002
- Eburia amabilis Boheman, 1859
- Eburia bahamicae Fisher, 1932
- Eburia baroni Bates, 1892
- Eburia bimaculata (Voet, 1778)
- Eburia blancaneaui Bates, 1880
- Eburia bonairensis Gilmour, 1968
- Eburia brevicornis Chemsak & Linsley, 1973
- Eburia brevispinis Bates, 1880
- Eburia brunneicomis Chemsak & Linsley, 1973
- Eburia cacapyra Martins, 1999
- Eburia caymanensis Fisher, 1941
- Eburia championi Bates, 1880
- Eburia charmata Martins, 1981
- Eburia chemsaki Noguera, 2002
- Eburia cinerea Franz, 1959
- Eburia cinereopilosa Fisher, 1932
- Eburia cinnamomea Fleutiaux & Sallé, 1889
- Eburia clara Bates, 1884
- Eburia concisispinis Fisher, 1941
- Eburia confusa Zayas, 1975
- Eburia consobrina Jacquelin du Val in Sagra, 1857
- Eburia consobrinoides Vitali, 2007
- Eburia copei Noguera, 2002
- Eburia crinitus Noguera, 2002
- Eburia cruciata (Linsley, 1935)
- Eburia cubae Fisher, 1932
- Eburia decemmaculata (Fabricius, 1775)
- Eburia dejeani Gahan, 1895
- Eburia didyma (Olivier, 1795)
- Eburia distincta Haldeman, 1847
- Eburia elegans Chemsak & Linsley, 1973
- Eburia elongata Fisher, 1932
- Eburia falli Linsley, 1940
- Eburia fisheri Russo, 1930
- Eburia frankiei Noguera, 2002
- Eburia fuliginea (Bates, 1872)
- Eburia giesberti Noguera, 2002
- Eburia haldemani LeConte, 1851
- Eburia hatsueae Chemsak & Giesbert, 1986
- Eburia hovorei Noguera, 2002
- Eburia inarmata Chemsak & Linsley, 1973
- Eburia inermis (Fleutiaux & Sallé, 1889)
- Eburia insulana Gahan, 1895
- Eburia jamaicae Fisher, 1942
- Eburia juanitae Chemsak & Linsley, 1970
- Eburia lanigera Linell, 1898
- Eburia laticollis Bates, 1880
- Eburia latispina Chemsak & Linsley, 1973
- Eburia lewisi Fisher, 1948
- Eburia linsleyi Lacey, 1949
- Eburia longicornis Fisher, 1932
- Eburia maccartyi Noguera, 2002
- Eburia macrotaenia Bates, 1880
- Eburia marginalis Fisher, 1947
- Eburia mutata Bates, 1884
- Eburia mutica LeConte, 1853
- Eburia nigrovittata Bates, 1884
- Eburia octomaculata Chevrolat, 1862
- Eburia opaca Chemsak & Linsley, 1973
- Eburia ovicollis LeConte, 1873
- Eburia paraegrota Chemsak & Linsley, 1973
- Eburia patruelis Bates, 1884
- Eburia pedestris White, 1853
- Eburia pellacia Zayas, 1975
- Eburia perezi Chemsak & Giesbert, 1986
- Eburia pilosa (Erichson in Meyens, 1834)
- Eburia pinarensis Zayas, 1975
- Eburia poricollis Chemsak & Linsley, 1973
- Eburia portoricensis Fisher, 1932
- Eburia porulosa Bates, 1892
- Eburia postica White, 1853
- Eburia powelli Chemsak & Linsley, 1970
- Eburia pseudostigma Lingafelter & Nearns, 2007
- Eburia quadrigeminata (Say, 1826)
- Eburia quadrimaculata (Linnaeus, 1767)
- Eburia quadrinotata (Latreille, 1811)
- Eburia ramsdeni Fisher, 1932
- Eburia ribardoi Noguera, 2002
- Eburia rotundipennis Bates, 1884
- Eburia rufobrunnea Perroud, 1855
- Eburia schusteri Giesbert, 1993
- Eburia semipubescens (Thomson, 1860)
- Eburia sericea Sallé, 1855
- Eburia sexnotata Boheman, 1859
- Eburia sordida Burmeister, 1865
- Eburia stigma (Olivier, 1795)
- Eburia stigmatica Chevrolat, 1834
- Eburia stroheckeri Knull, 1949
- Eburia submutata Chemsak & Linsley, 1973
- Eburia terroni Noguera, 2002
- Eburia tetrastalacta White, 1853
- Eburia thoracica White, 1853
- Eburia ulkei Bland, 1862
- Eburia velmae McCarty, 1993
- Eburia wappesi Noguera, 2002